# Burg Angermund

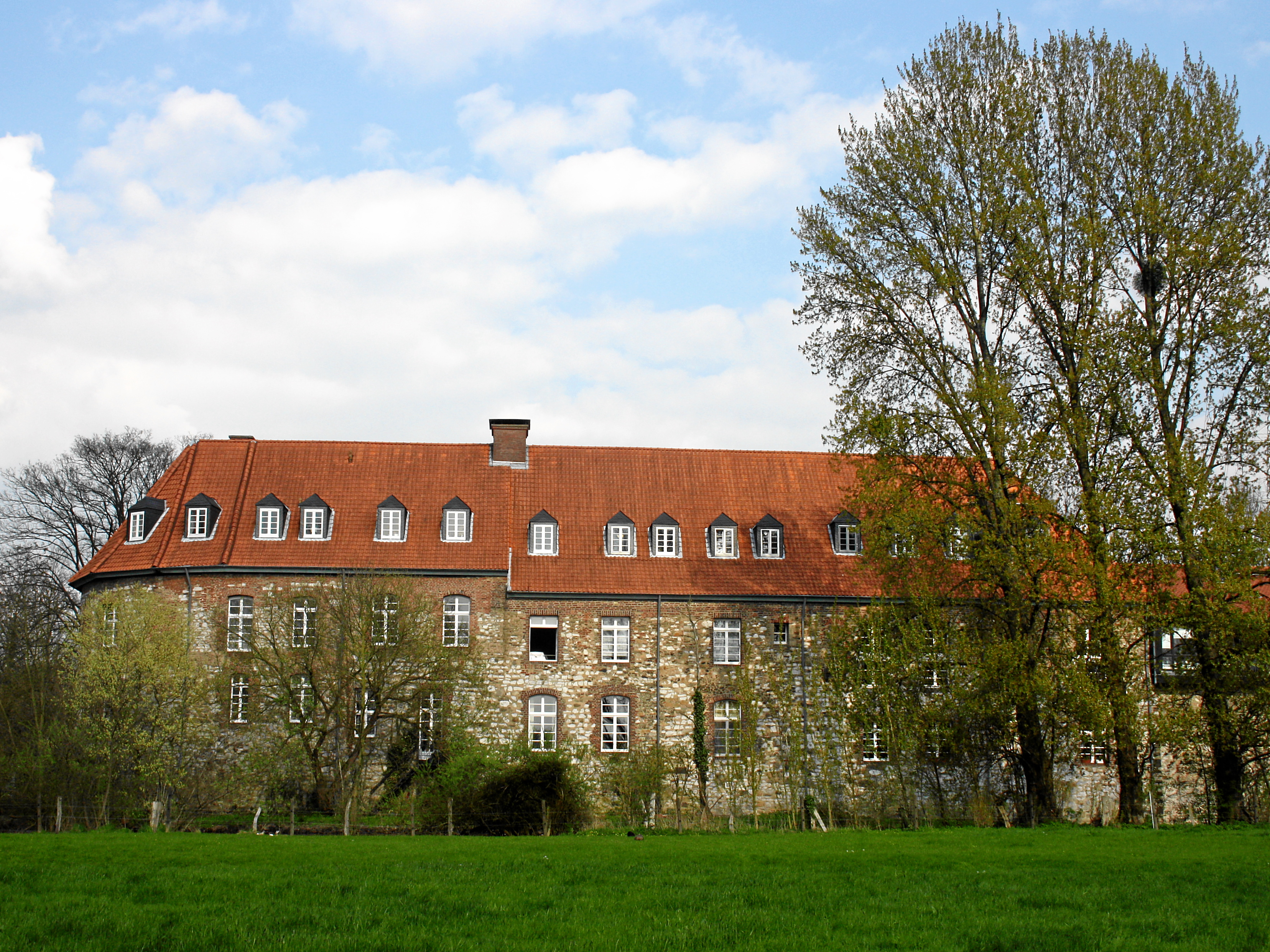
Westseite der Burg Angermund

Die Burg Angermund, auch Kellnerei oder Alte Kellnerei genannt, ist eine Wasserburg am Angerbach im Düsseldorfer Stadtteil Angermund. Sie liegt südlich des historischen Ortskerns und zählt zu den bedeutendsten Baudenkmälern Düsseldorfs.
Der Kölner Erzbischof Philipp von Heinsberg kaufte in der zweiten Hälfte des 12. Jahrhunderts eine Burg, die ein Nachfolger, Engelbert I. von Köln, als Lehen an seinen Bruder Adolf III. von Berg vergab. Dessen Familie, die Grafen von Berg, nutzte die Anlage – mit einer kurzen Unterbrechung im 15. Jahrhundert –  bis zu Beginn des 19. Jahrhunderts durchgängig als Landesburg und als einen der nördlichsten Grenzposten ihres Territoriums. Nach Ende des Herzogtums Berg im Jahr 1806 folgte eine fast nur landwirtschaftliche Nutzung. Als diese in den 1970er Jahren aufgegeben worden war, drohte die Burg zu verfallen. Von 1982 bis 1985 wurde sie dann zu einer modernen Wohnanlage umgebaut. Seit dem 21. September 1999 ist sie als Bodendenkmal geschützt, und seit dem 23. Februar 1984 steht sie zusätzlich als Baudenkmal unter Denkmalschutz. Sie wird heute privat bewohnt und kann nicht besichtigt werden.

## Geschichte
Im 7. und 8. Jahrhundert war das Angerland genannte Gebiet um das heutige Angermund Grenzland der Territorien von Franken und Sachsen. Um die Grenze zu schützen, bauten die Franken Wallburgen und legten befestigte Höfe an. Es ist deshalb wahrscheinlich, dass schon lange Zeit vor der Burg Angermund ein wehrhafter, fränkischer Hof an der Anger existierte. Die Burg selbst geht auf eine Gründung aus der Stauferzeit zurück, die der Kölner Erzbischof Philipp von Heinsberg nach seinem Amtsantritt 1167 als Allod für 40 Silbermark erwarb. Eine erste schriftliche Erwähnung fand das Allodium de Angermonde im Jahr 1188, wo es unter den Erwerbungen des Erzbischofs zu finden ist. Philipp von Heinsberg kaufte während seiner Amtszeit zahlreiche Burgen und Allodien, um ein zusammenhängendes kurkölnisches Territorium zu schaffen und auf diese Weise der Ausweitung des kaiserlichen Reichsterritoriums sowie des Gebiets der Grafen von Berg am Niederrhein entgegenzuwirken.
Diese Einstellung Kurkölns änderte sich 1216 mit dem Amtsantritt des Erzbischofs Engelbert von Berg. Dieser vergab die Anlage zur Sicherung des umliegenden Bezirks als kurkölnisches Lehen an seinen Bruder Adolf III. von Berg. Nach dessen Tod 1218 erbte Erzbischof Engelbert die weltlichen Territorien seines Bruders und baute die Burg Angermund zu einer Grenzfeste aus. Dazu ließ er den heute noch erhaltenen Hauptbau errichten und die Anlage mit einem mächtigen Rundturm befestigen. Außerdem dürfte sie auch als Zollstätte gedient haben. Der Namen der Burg ist nicht, wie früher angenommen, von einer Mündung in den Rhein, sondern von der Verbindung mit dem altdeutschen Wort Munt (= „Schutz“, „Burg“) abgeleitet.
Nachdem Engelbert im November 1225 ermordet worden war, kam Angermund an den Herzog Heinrich IV.von Limburg. Er hatte Irmgard von Berg, die Erbtochter Adolfs III. geheiratet. Seine Witwe schloss 1247 mit ihrem Sohn Adolf IV. einen Vergleich, der ihr neben Schloss Burg auch die Burg Angermund sicherte. Erst nach ihrem Tod kam Adolf IV. selbst in den Besitz. Er vergrößerte den zur Burg gehörigen Landbesitz durch Zukäufe und legte damit den Grundstein für das um 1350 eingerichtete Amt Angermund. Nach dem Tod Adolfs VI. von Berg im Jahr 1348 wählte seine Ehefrau Agnes von Kleve die Burg als ihren Witwensitz.
Die Burganlage wurde nördlichstes Bollwerk der bergischen Grafen und späteren Herzöge. Sie war ab Mitte des 15. Jahrhunderts zugleich Sitz eines bergischen Kellners, dem die wirtschaftliche Verwaltung der umliegenden Güter oblag. Später wurde er durch einen Amtmann und einen Richter unterstützt. Im Laufe der Zeit ging der Begriff der Kellnerei auf die Burg über. In ihrem runden Turm befand sich ein Gefängnis, in dem die Familie von Berg nicht nur politische Widersacher wie den Grafen von Limburg oder den Grafen von Arnsberg, sondern auch vermeintliche Hexen und im 16. Jahrhundert den Wiedertäufer Johannes Campanus einsperren ließ.

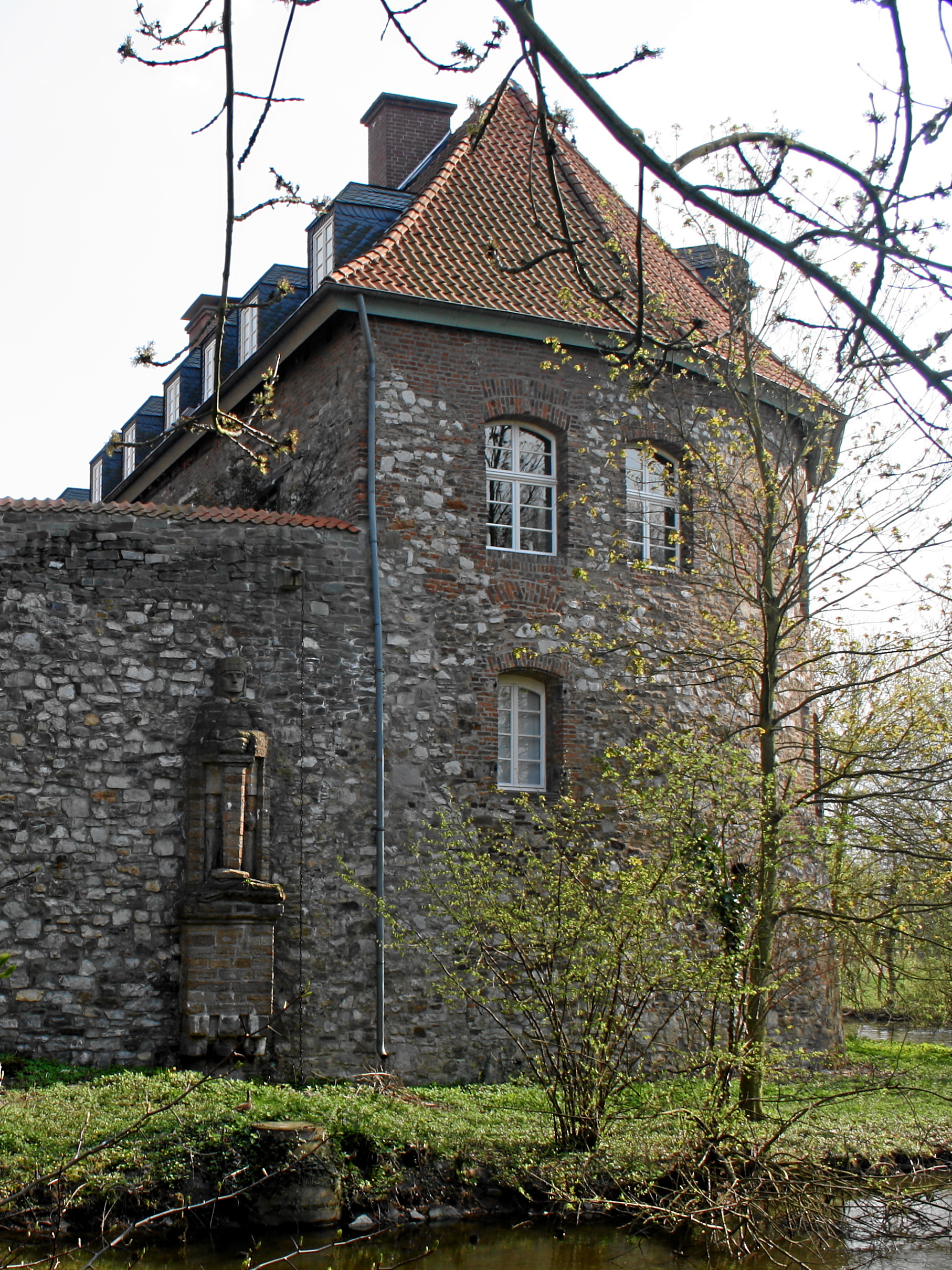
Nordwestliches Teilstück

Schon früh hatte sich nördlich der Wehranlage eine Siedlung von Hörigen, Pächtern, Burgmannen und Handwerkern gebildet. Sie erhielt im 15. Jahrhundert stadtähnliche Rechte und bildete die Freiheit Angermund. Aus ihr entstand der heutige Stadtteil. Während des 14. Jahrhunderts wurde die Lehnshoheit Kurkölns über die Burg Angermund praktisch unwirksam, wenngleich erst Erzbischof Ruprecht 1469 die kölnischen Ansprüche gänzlich aufgab. 1479 begannen dort die geschichtsträchtigen Verhandlungen über die 1511 vollzogene Vereinigung der Herzogtümer Jülich-Berg-Ravensberg und Jülich-Kleve-Mark.
Die zeitweise auch als Jagdsitz genutzte Anlage erlitt in der Folgezeit – vor allem im 17. Jahrhundert – zahlreiche Beschädigungen, durch Beschüss, Plünderungen und Einquartierungen von Soldaten. So besetzte 1651 Kurfürst Friedrich Wilhelm von Brandenburg neben Heltorf und Pempelfort auch Angermund. Mit 200 Landschützen belagerte er die Burg, ehe ihre Besatzung kapitulierte. In späteren Jahren nahm die militärische Bedeutung der Burg aber immer weiter ab, und sie wurde mit baulichen Veränderungen immer mehr an ihre Verwaltungsfunktion angepasst. So wurden 1716 einige Lagerhäuser sowie der wuchtige Rundturm aus dem 13. Jahrhundert niedergelegt und das Hauptgebäude 1780 unter Einbezug alter Bausubstanz neu errichtet.
Bis 1806 blieb Burg Angermund bergischer Verwaltungssitz, ehe Maximilian I. Joseph das Herzogtum Berg im März jenem Jahres an Frankreich abtrat. Danach wurde sie fast nur noch landwirtschaftlich genutzt, was der Bausubstanz nicht zuträglich war. Im 19. Jahrhundert kauften die Fürsten von Hatzfeld die Burg und veräußerten sie Mitte des 20. Jahrhunderts an die Bonner Gesellschaft „Rheinisches Heim“. Die Anlage wurde noch bis in die 1970er Jahre als landwirtschaftlicher Betrieb geführt. Zudem befand sich im Burgkeller eine Gastronomie, die gleichzeitig mit dem Hofbetrieb eingestellt wurde. Die im schlechten baulichen Zustand befindliche Anlage verfiel durch den Leerstand immer mehr, ein Brand tat sein Übriges und zerstörte dabei wertvolle Stuckdecken aus dem 18. Jahrhundert.
1983 begannen Arbeiten zu der Sanierung der Burg und ihrer Umgestaltung zu einer modernen Wohnanlage. Die zerstörten Stuckdecken wurden dabei rekonstruiert, aber auch noch erhaltene historische Bausubstanz wie zum Beispiel ein erhaltener Kamin im Nordteil des Hauptgebäudes beseitigt. Wie marode die Mauern zum Teil schon waren zeigte sich während der Arbeiten, als die Hoffassade im mittleren Teil des Hauptgebäudes einstürzte. Sie wurde nach altem Vorbild wiederaufgebaut. Alte Ställe und Scheunen an der West- und Südseite des Burgareals mussten modernen Gebäuden weichen. 1985 waren die Arbeiten beendet.

## Beschreibung

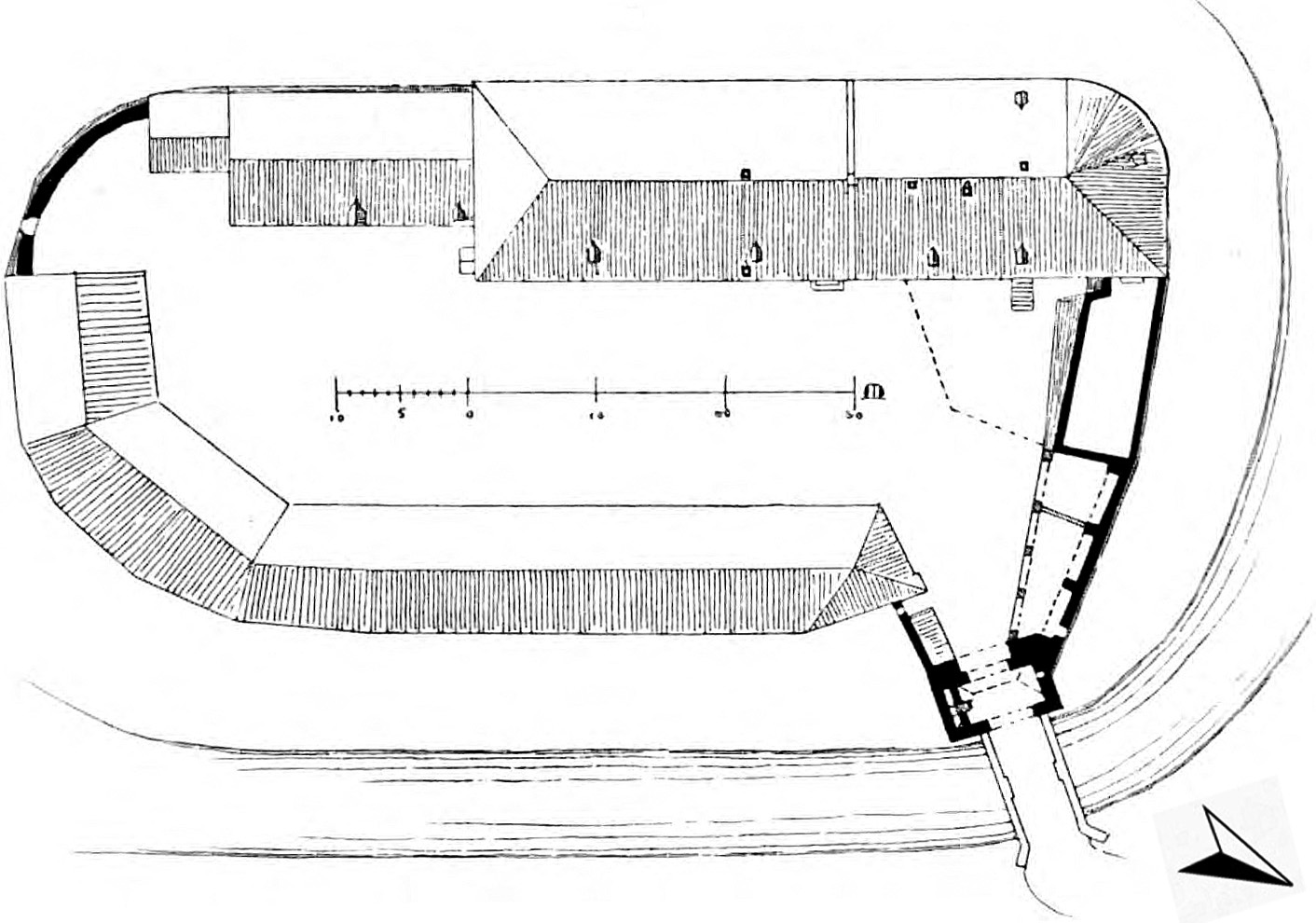
Grundriss der Burg am Ende des 19. Jahrhunderts

Burg Angermund ist eine Ringburg mit Randhausbebauung auf einem länglich, ovalen Grundriss. Ihr Name leitet sich von der Anger und Munt her und kann somit als Schutz/Burg an der Anger gedeutet werden. Die Anlage ist von einem breiten Wassergraben umgeben, der vom Angerbach gespeist wird. Ihr Areal ist von einer zwei Meter dicken Ringmauer umgeben, die aus Kalkstein, Tuff und vereinzelten Ziegelstücken besteht. Sie stammt noch aus der Erbauungszeit des 13. Jahrhunderts. Ihr einstiger Wehrgang existiert aber nicht mehr. Zugang zur Burg gewährt ein Torbau im Nordosten, zu dem eine gemauerte Brücke aus Backstein führt. Das Tor wurde im 15. Jahrhundert errichtet, aber nach Kriegsschäden 1635 erneuert. Davon kündet diese Jahreszahl gemeinsam mit dem Ravensberger Wappen über der Tordurchfahrt. Daneben zeugen an der Feldseite zwei Schlüsselscharten von der einstigen Wehrhaftigkeit des Baus.
Das zweigeschossige Hauptgebäude aus Bruchstein steht an der Westseite und besitzt ein pfannengedecktes Dach mit Gauben. Das Gebäude besteht aus drei Teilen, von denen der nördliche der älteste ist und aus dem 13. Jahrhundert stammt. Er besitzt im Obergeschoss an der nordwestlichen Außenseite ein vermauertes Biforienfenster aus der Zeit der Spätromanik, während die Hoffassade gotische Kreuzstockfenster zeigt. An der südlichen Grabenseite sind noch die zwei Kragsteine eines ehemaligen Aborterkers zu sehen. Im Inneren des Obergeschosses ist ein großer Saal mit einem großen Kamin erhalten, der in den 1980er Jahren restauriert worden ist.
Noch bis 1716 besaß die Burg einen 26 Meter hohen Rundturm, dessen Mauern fünf Fuß dick waren.